# Rock River (Rio Mississippi)
O Rock River é um afluente do rio Mississippi com aproximadamente 299 milhas (481 km) de comprimento. Abrange os estados norte-americanos de Wisconsin e Illinois.

## Cidades e vilas ao longo do rio

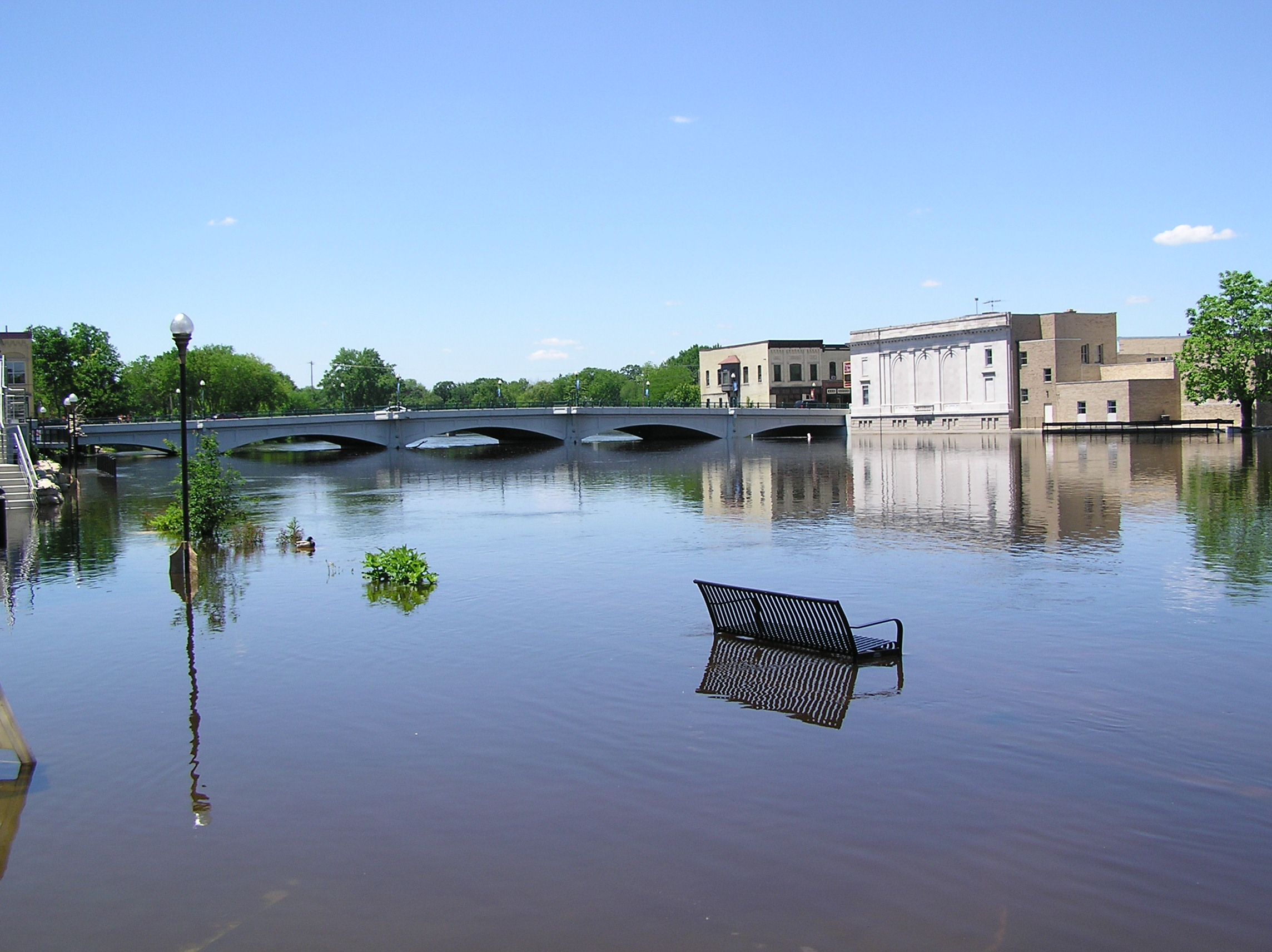
Rock River inundando o centro de Fort Atkinson em junho de 2004.

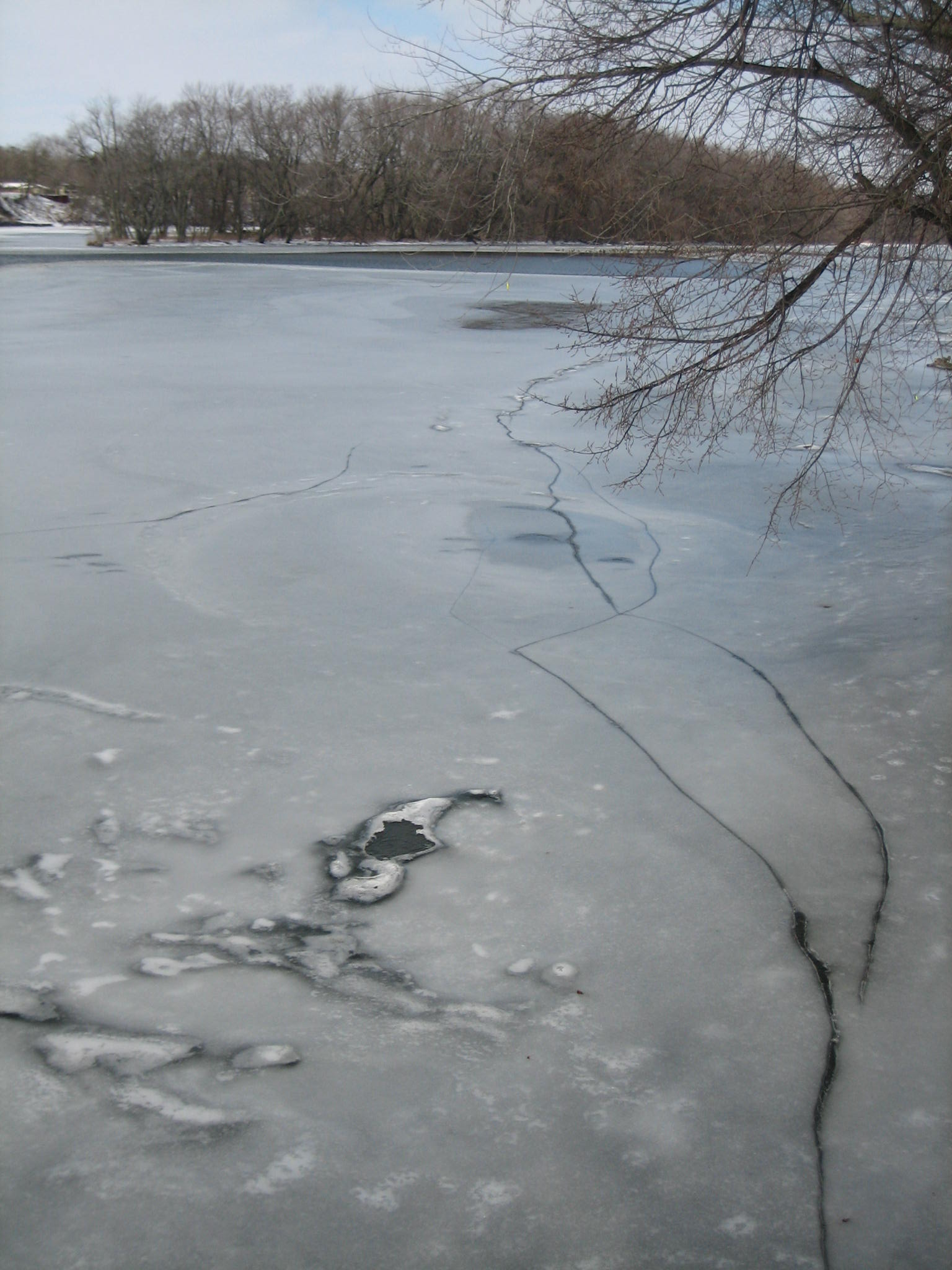
Águas congeladas do Rock River próximas a Oregon, Illinois.

Os locais foram listados de norte a sul.
- Brandon, Wisconsin
- Waupun, Wisconsin
- Theresa, Wisconsin
- Mayville, Wisconsin
- Horicon, Wisconsin
- Hustisford, Wisconsin
- Watertown, Wisconsin
- Johnson Creek, Wisconsin
- Jefferson, Wisconsin
- Fort Atkinson, Wisconsin
- Indianford, Wisconsin
- Fulton, Wisconsin
- Janesville, Wisconsin
- Afton, Wisconsin
- Beloit, Wisconsin
- South Beloit, Illinois
- Rockton, Illinois
- Roscoe, Illinois
- Machesney Park, Illinois
- Loves Park, Illinois
- Rockford, Illinois
- Byron, Illinois
- Oregon, Illinois
- Grand Detour, Illinois
- Dixon, Illinois
- Sterling, Illinois
- Rock Falls, Illinois
- Lyndon, Illinois
- Prophetstown, Illinois
- Erie, Illinois
- Hillsdale, Illinois
- Cleveland, Illinois
- Colona, Illinois
- Moline, Illinois
- Coal Valley, Illinois
- Milan, Illinois
- Rock Island, Illinois